# Baeckeoffe
Le baeckeoffe (Bas-Rhin et Moselle germanophone) ou baeckaoffa (Haut-Rhin) (de l’alsacien Beckeoffe, littéralement « four à pain »), est un plat traditionnel emblématique de la cuisine alsacienne, à base de pommes de terre, de légumes, et d'assortiment de viandes d'agneau, de bœuf et de porc, mariné. Le tout est mijoté à l'étouffée sur plus de 24 heures dans une terrine, avec des épices, et du vin blanc du vignoble d'Alsace.

## Historique
La confession protestante alsacienne luthérienne respecte la tradition du shabbat de l'Ancien Testament de la Bible. Le baeckeoffe serait à ce titre un plat inspiré du hamin, plat traditionnel de la cuisine juive du shabbat. À cause de l'interdiction religieuse pour les juifs d'utiliser le feu du vendredi soir au samedi soir, ce plat du dimanche, à base de viandes et de pommes de terre, était déposé le vendredi avant le début du shabbat chez les boulangers non juifs, qui gardaient les plats dans leur four toute la nuit jusqu'au lendemain midi. Les juifs, sur le chemin de retour de la synagogue, après l'office religieux, allaient chercher leur plat.

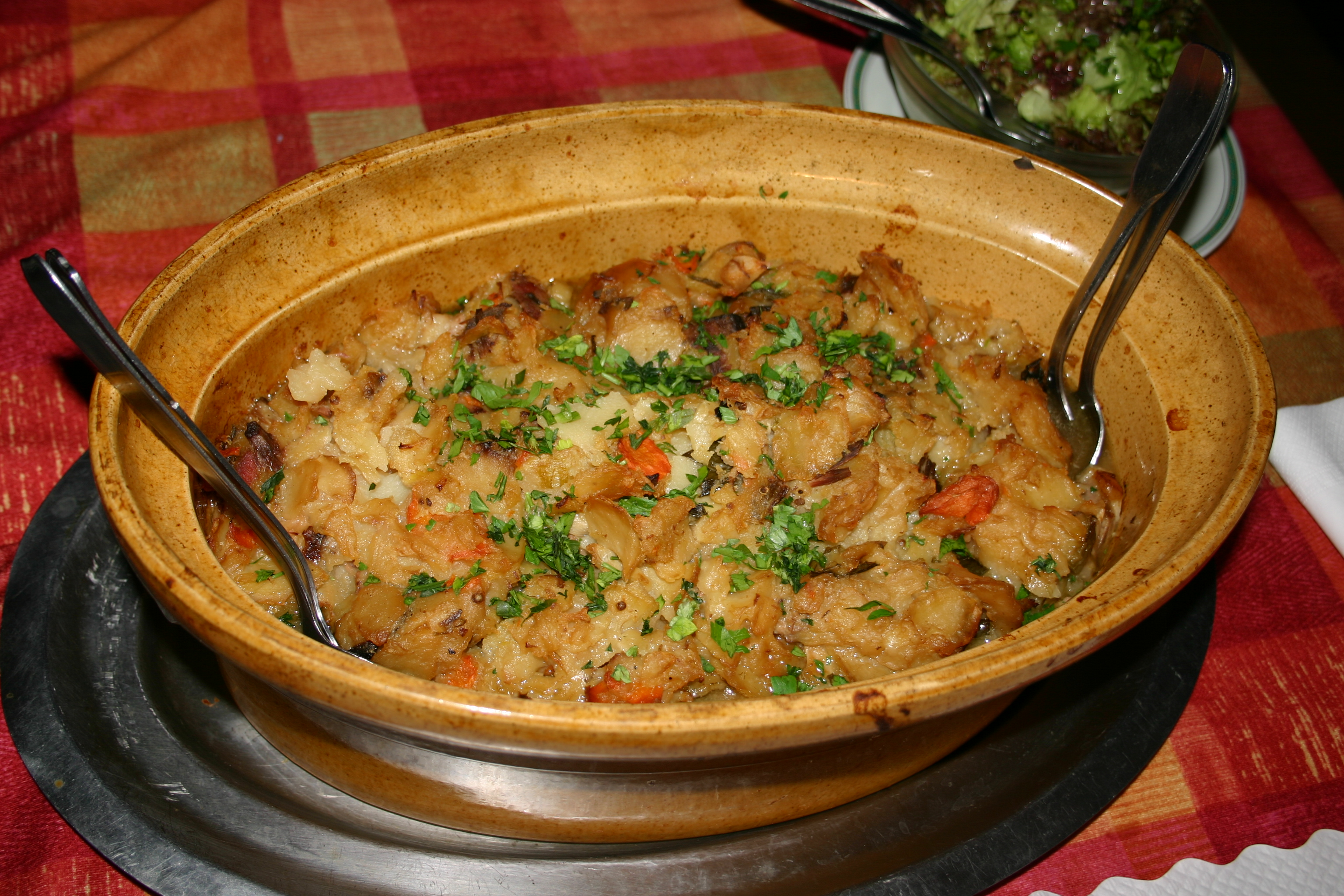
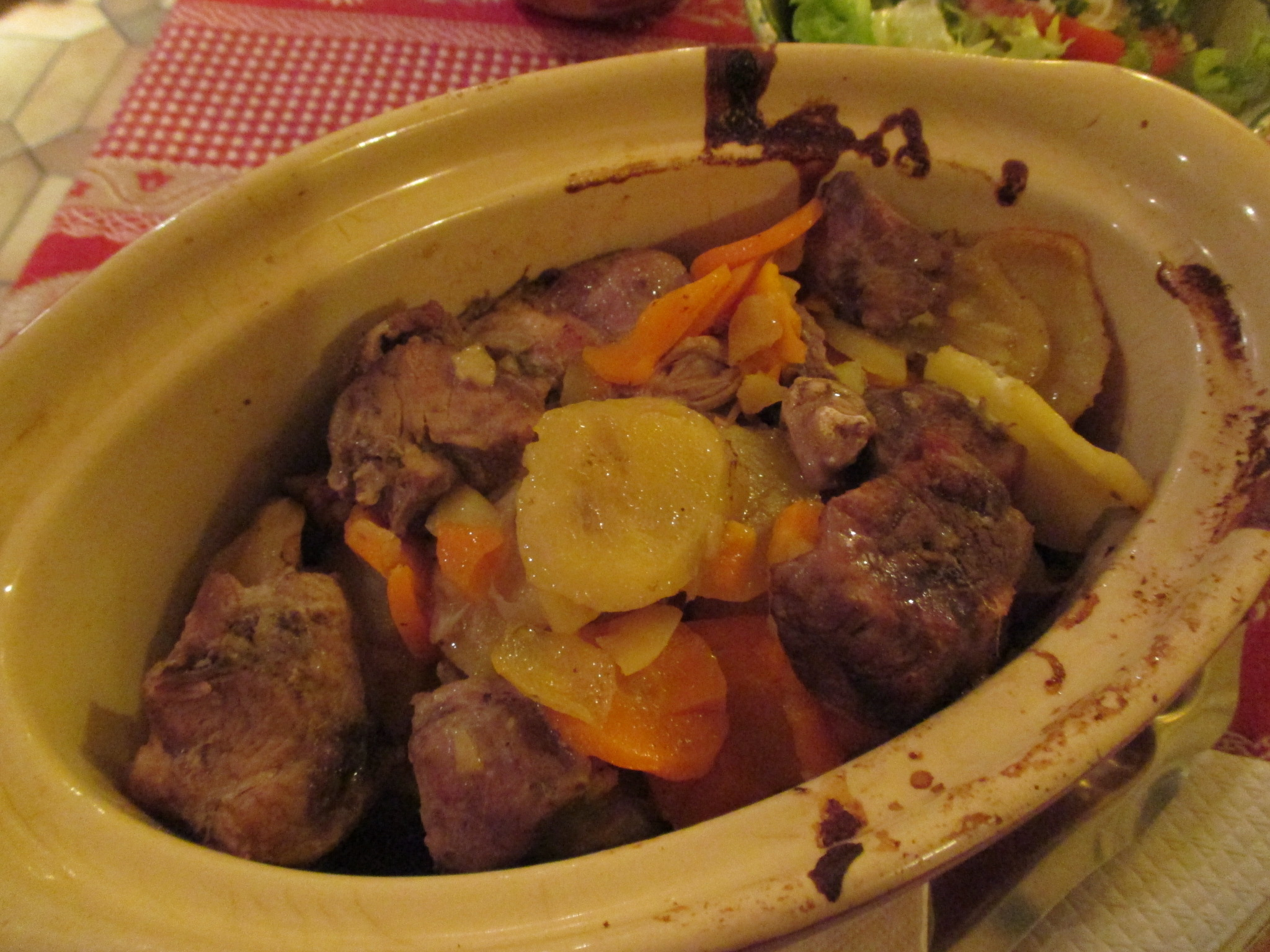
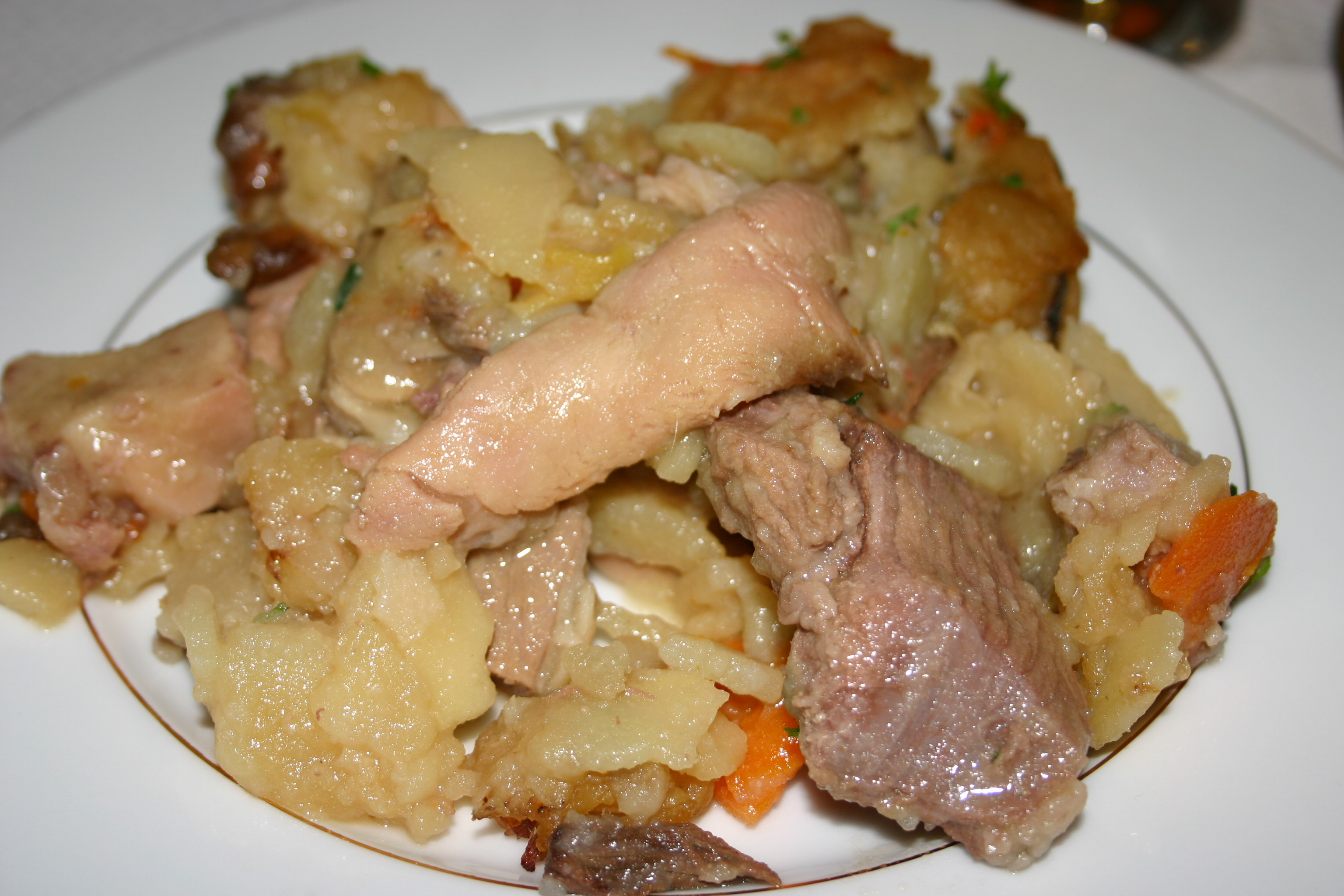

Traditionnellement, les maîtresses de maison alsaciennes faisaient mariner ce plat depuis le samedi soir, puis le déposaient sur le chemin du temple protestant, chez le boulanger, qui le faisait mijoter dans son four à pain, durant le refroidissement de ce dernier, après la cuisson du pain, durant les longs services religieux luthériens, qui pouvaient durer trois heures. Le boulanger lutait préalablement la terrine avec une corde de pâte à pain, pour que le plat mijote à l'étouffée. Sur le chemin de retour du culte du dimanche, les maîtresses de maison reprenaient leur terrine chaude, en même temps que le pain, pour le repas dominical.
Ce plat pouvait être également déposé chez le boulanger sur le chemin du lavoir, du travail, ou des champs, et récupéré sur le chemin du retour, pour le repas du midi.

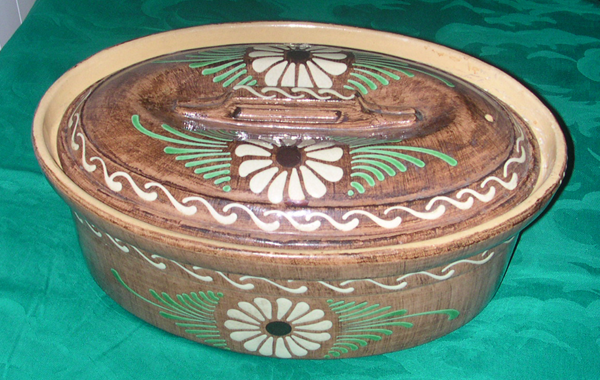
Terrine alsacienne traditionnelle pour la cuisson du baeckeoffe, en terre cuite peinte de Soufflenheim.
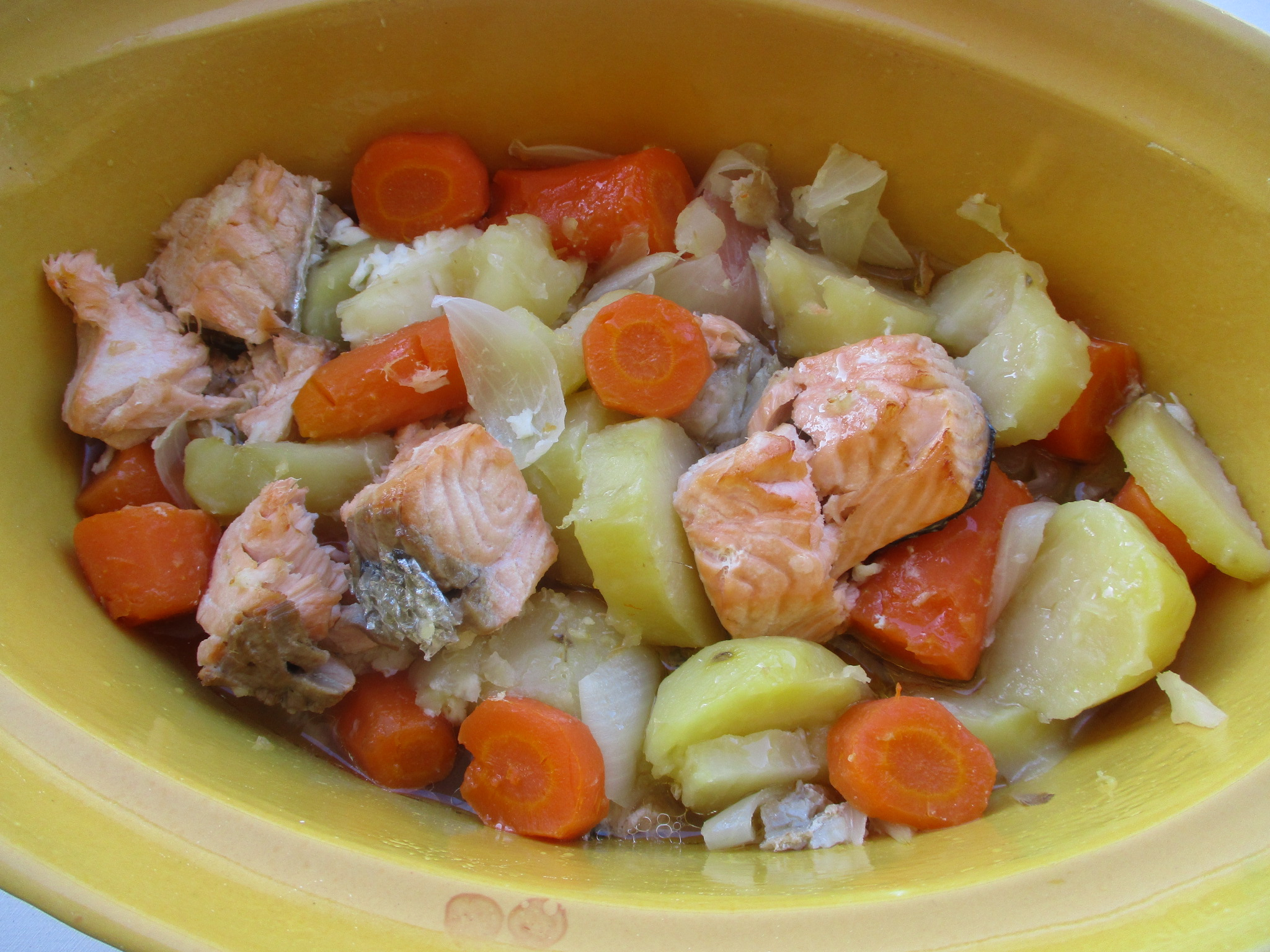
Baeckeoffe de poissons au riesling d'Alsace[2] (variante)
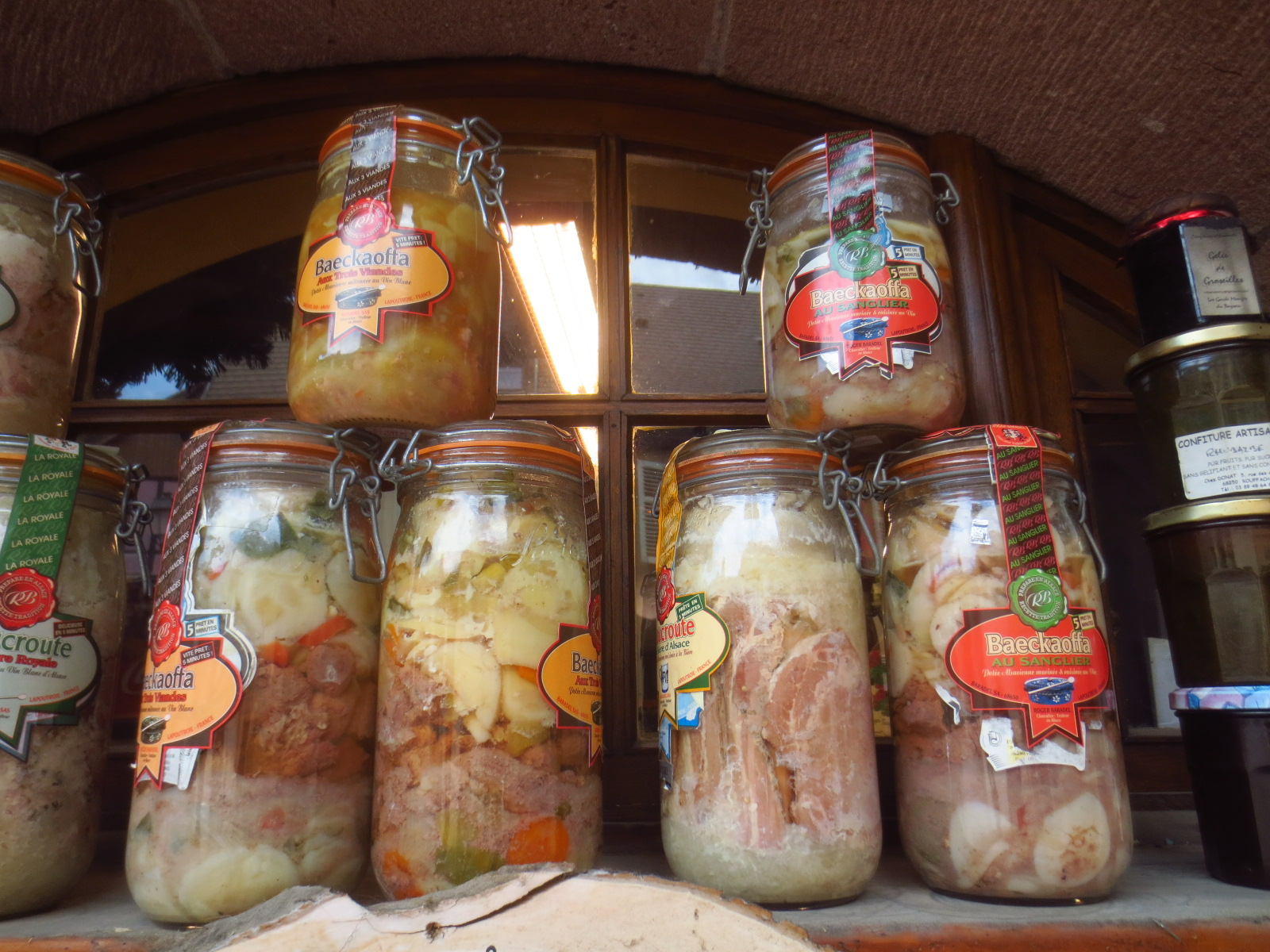
Baeckeoffe en bocaux du commerce.
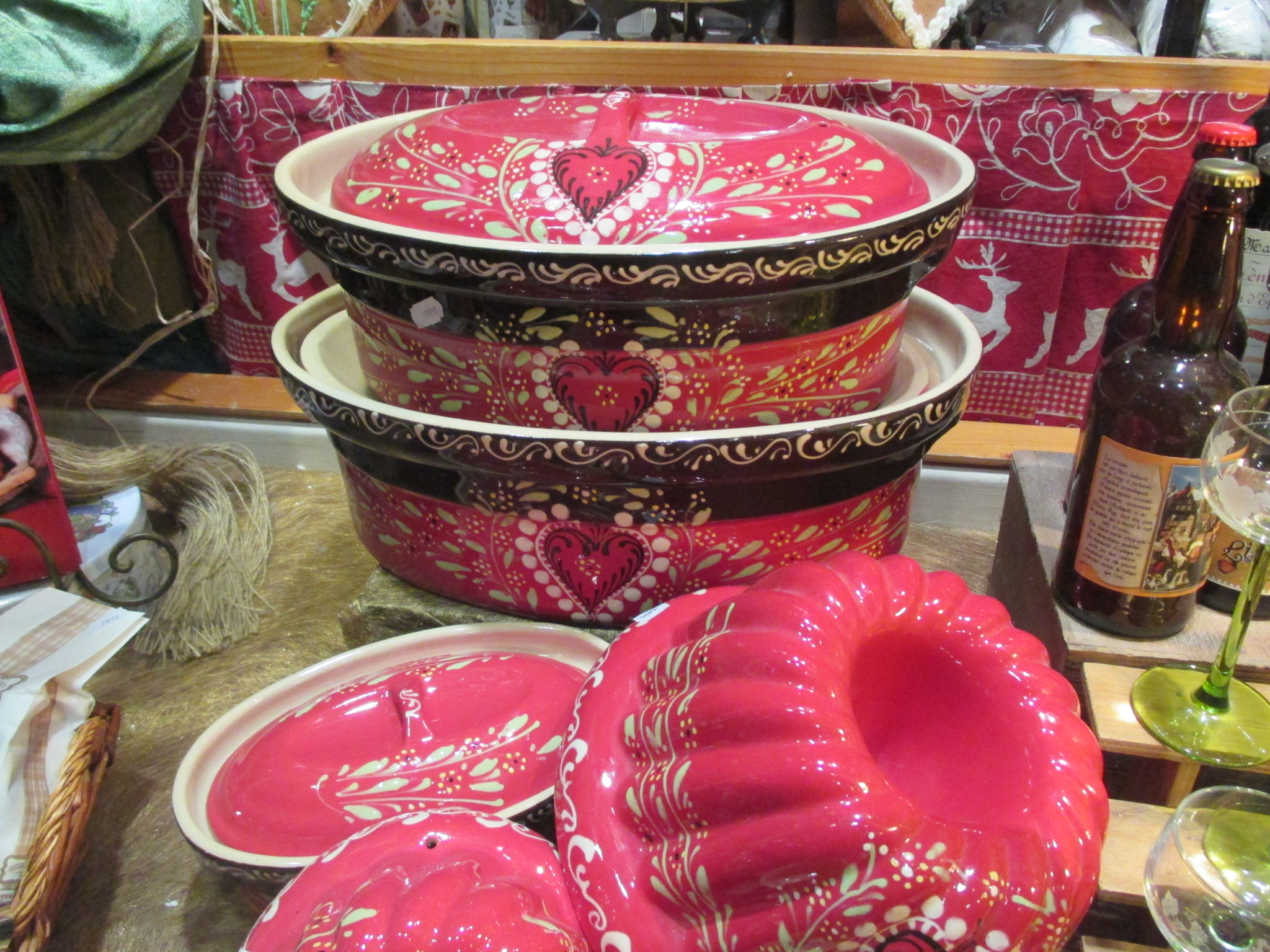
Terrines alsaciennes traditionnelles du commerce

Ce plat serait issu des villes du Bas-Rhin (dont Strasbourg). L'écrivain alsacien, Jean Egen (1920-1995), cite dans son roman Les Tilleuls de Lautenbach, de 1980 : « Quand il fallut préparer le repas qui devait suivre l’enterrement de sa grand-mère, on avait hésité avant de choisir un baeckeoffe parce que c’était un plat du Bas-Rhin. »
Dans la campagne alsacienne, les boulangers étaient rares car, en général, chaque paysan faisait cuire son pain traditionnellement lui-même, une fois tous les quinze jours ou toutes les trois semaines (ce qui donnait l’occasion de préparer la traditionnelle flàmmeküeche). La viande était généralement inaccessible économiquement aux plus pauvres, qui mangeaient des pommes de terre avec du fromage blanc maigre (bibeleskaas) en semaine et le dimanche, jour amélioré, avec des œufs à la sauce blanche (kachelmües).
À ce jour, ce plat est un des plus emblématiques de la culture alsacienne[réf. nécessaire] et du tourisme en Alsace, avec la flàmmeküeche et la choucroute garnie alsacienne.